# レオナ・ハイデルン
レオナ・ハイデルン (Leona Heidern) は、SNK（SNKプレイモア）の対戦型格闘ゲーム『ザ・キング・オブ・ファイターズ』シリーズなどに登場する架空の人物。

## 概要
初登場は『ザ・キング・オブ・ファイターズ』（以下『KOF』と表記）の第3作目である『KOF'96』（以下『'96』と表記）。ハイデルンの率いる傭兵部隊に所属する傭兵で、階級はなし。
名前の「レオナ」は本名だが、名字は養父であるハイデルンの名前自体が偽名であるため、「レオナ・ハイデルン」というフルネームは実際にはハイデルンが付けたコードネームである。スタッフからは「（ハイデルン同様）『レオナ・ハイデルン』も一つのコードネームと考えてほしい」とコメントされている。
前線を一旦退き、後方からの指揮に回ることになったハイデルンの代わりとして登場。ハイデルン流暗殺術を格闘スタイルとし、部隊の中ではハイデルンに最も近い戦闘の「型」を持っている。
青い髪をポニーテールにしており、瞳の色は緑。緑、またはカーキ色で上着の丈が短く腹部が露になる半袖・ハーフパンツの活動的な軍服を身に着けている。
両親を目の前で殺されて記憶を失った後、身寄りがなくハイデルンの養女となっている。実は、突然変異により本来転生で継承されるはずのオロチ八傑集としての力（実父であるオロチ八傑集のガイデルが受け継ぐはずだったもの）を所持する。それゆえ、幼い頃に突如現れたオロチ四天王ゲーニッツに強制的にオロチの力を目覚めさせられ、自分の手で両親を殺してしまい、この事件が原因で心を閉ざし感情をなくす。
記憶を失ってハイデルンに引き取られた後、自分の意志で軍人になり、その環境で子供時代を過ごしたため、一般的な感情に乏しく（この点は、その後ラルフやクラークとの付き合いによって幾分か改善されている）、任務に忠実・クール・一切の無駄がない少女となっている。
『KOF'97』（以下『'97』と表記）におけるオロチとの戦いで全てを思い出したレオナは自ら命を絶とうとするが、ラルフとクラークの説得により家族の分も生き続けることを選ぶ。SNK側は『'97』のガイドブックで「レオナとラルフは実は特別な関係ですか?」という質問に「違います」と否定。なお、この時ラルフに貰ったバンダナについては「捨ててはいないが、レオナの性格上特別な扱いをしているわけではなく部屋に置きっぱなしの可能性はある」とコメントされている。
オロチの血に苦しんでいるという共通点のある八神庵に多少は共感を抱いているようだが、当の庵には全く相手にされておらず、レオナ自身も恋愛感情に類するものは持っていない。
『'96』で両親殺害の真相を知ったことによるショックとトラウマが原因で、『'97』にて戦争中に巻き込まれていた少年を死なせてしまう（正式には、生死不明ということになっている）。その後クラークから『'97』の資料を手にした彼女は、その中に載っていたある出場者が生死不明の少年と重なって見えていた。なお、スタッフインタビューでは「レオナが気になっていた出場者とはクリスのことか」という質問に対し「違います」と回答している。
『'97』では特定の状態下で「血の暴走」を起こした状態のレオナが中ボスとして登場。名前は「ヤミノナカオロチノチニメザメルレオナ」となり、通称「覚醒レオナ（もしくは暴走レオナ）」と呼ばれている。覚醒時は髪の色が赤に変化する。また、ダッシュも獣のごとく四つん這いで走り、技を繰り出す時の顔が凶暴なものになるなど一部グラフィックの変更がある。覚醒時は人語を解さず、獣のような叫び声を上げる。なお、小説版の『'96』では本来ゲームには登場しない暴走した状態で八神庵と戦いを繰り広げる場面がある（庵も暴走した状態になっていた）。後に『KOF R-1』、『KOF'98 ULTIMATE MATCH』（以下『'98UM』と表記）にも登場。ゲームボーイ版『熱闘KOF'96』でも「LEONA'（レオナ ダッシュ）」として覚醒レオナが登場、こちらは独自の技も使用していた。また、『KOF2002』（以下『2002』と表記）、『KOF NEOWAVE』（以下『NEOWAVE』と表記）、『KOF2002 UNLIMITED MATCH』（以下『2002UM』と表記）では通常のレオナが試合中に自ら「覚醒」することでこの状態になれる。
「力は制御できるけど、それに頼るつもりはない」と言う彼女のセリフの通り、『KOF'98』（以下『'98』と表記）以降は暴走せず力をコントロール出来ていたが、『KOF2003』からのアッシュ編ではオロチの封が解かれた影響で再び不安定な状態に陥っている。
掛け合いでは上司のラルフやクラークに敬礼をする。しかし『'98』では上官のラルフに対しては「あなたでは勝てない…」という素っ気ないメッセージである一方、なぜかチャン・コーハンに敬礼する。後にチャンに関しては「彼の純粋な力に敬意を示している」という後付け設定が追加され、正式なものになったため、『2001』以降より再びチャンへの敬礼が行われるようになり、以降のシリーズでも継続している。一方でラルフへの暴言に関しては『'98』限りとなっており、以降のシリーズでは敬礼するようになった。『メタルスラッグ』では『メタルスラッグXX』で初登場し、更に上司であるクラークとは戦友である事が明かされ、同じく『メタルスラッグ』のフィオ・ジェルミとも戦友である事が明かされた。
『'96』と『'97』の間で体重が9kg増えたのは「ビルドアップした」から。工場見学が趣味である理由は、「モノができあがっていくのを見ているのが好き」、「色々お土産がもらえるから」。
『KOF MAXIMUM IMPACT』（以下『MI』と表記）シリーズなど一部作品を除きほとんど衣装が変わっていなかったが、『KOF XII』（以下『XII』）において衣装の変更がなされ、軍用ズボンにタンクトップという姿になった。『KOF XIV』（以下『XIV』と表記）では『XII』のデザインをベースにして従来より胸を大きめに描かれている。
なお、設定画には瞳の色や髪形の詳細などの指定に混じって「好きなレスラー 橋本真也」という記述がある。

## 技の解説
通常技の名称は「ザ・キング・オブ・ファイターズ'96 公式ガイドブック for SATURN」に記載されている。

### 通常技
| 操作           | 立ち（近距離）     | 立ち（遠距離）         | しゃがみ           | 垂直ジャンプ                 | 前方ジャンプ             | 後方ジャンプ             |
| -------------- | ------------------ | ---------------------- | ------------------ | ---------------------------- | ------------------------ | ------------------------ |
| 弱パンチ       | チックステイル     | ブルーティッシュレオナ | アイスラッガー     | ジャンピングエルボーカッター | ブレイジングチョップ     | ブレイジングチョップ     |
| 強パンチ       | ショートレンジM.S. | ラビドリーレオナ       | ヴァイパー         | ハンマーフォール             | フライングクロスチョップ | フライングクロスチョップ |
| 弱キック       | ターンピック       | ストライクレオナ       | デザイア           | レベルサ                     | スクリューハイキック     | スクリューハイキック     |
| 強キック       | ツーショット       | バウンティレオナ       | スワンピークラッグ | 流星キック                   | エクゾセ36文キック       | エクゾセ36文キック       |
| ふっ飛ばし攻撃 | MISAWA             | MISAWA                 | -                  | レオキック                   | レオキック               | レオキック               |

### 通常投げ
キラーバイト
『'96』で使用する投げ技。相手に噛み付き攻撃を仕掛けた後、吹き飛ばす。
レオナクラッシュ
『'97』で「キラーバイト」の代わりに追加された投げ技。相手を手刀で貫いて吹き飛ばす。
『XIV』では強パンチボタン投げが「レオナクラッシュ・前方」、強キックボタン投げが「レオナクラッシュ・後方」となり、「後方」の場合は手刀で貫いた相手をそのまま吹き飛ばすのではなく、ジャンプで跳び越えつつ延髄に蹴りを入れて吹き飛ばすモーションとなる。
オーデルバックラー
掴んだ相手を後方に放り投げる技。
ハイデルンインフェルノ
相手に乗り掛かり地へ落下する空中投げ。

### 特殊技
ストライクアーチ
外回しで放つ踵落とし。
レオキック
従来作の吹っ飛ばし攻撃。相手に当てる足が赤く発光している。
覚醒
『2002』と『NEOWAVE』で使用。残り体力の半分を消耗して覚醒レオナに変貌する。なお、この技のコマンドは『'97』で覚醒レオナを使用するための隠しコマンドと同じ操作となっている。『2002UM』では超必殺技となった。
フリップフロップ
『MI』シリーズで使用する特殊技。従来作の垂直ジャンプ弱キック(レベルサ)と同様の攻撃を繰り出す。ヒット後はブリンキングダンクに派生可能。
ブリンキングダンク
『MI』シリーズで使用する特殊技。従来作の垂直ジャンプ強パンチ(ハンマーフォール)と同様の攻撃を繰り出す。ヒット後はスティンガーに派生可能。
スティンガー
『MI』シリーズで使用する特殊技。従来作の垂直ジャンプ強キック(流星キック)と同様の攻撃を繰り出す。

### 必殺技
ムーンスラッシャー
満月のような軌道を描く手刀を繰り出す、ハイデルン譲りの対空技。
リバーススラッシャー
『MI2』から使用。「ムーンスラッシャー」からの追加技。

Xキャリバー
飛び込んでXの字の手刀で襲いかかる。『'98』では相手を捕まえてから、手刀を決める。
『'99』（以下『'99』と表記）以降は空中から出すように変更され、ジャンプの軌道変更にも使用可能。
グランドセイバー
低い姿勢で相手に駆け寄り、手刀による一撃をくらわす。
『'99』以降、これのものと同じだったダッシュ動作が変更された。
『XII』のみ仕様が変更され、手刀攻撃は追加入力で行う。またボタンの強弱で移動方向の前後が変化し、それぞれ方向転換することも可能。
グライディングバスター
強「グランドセイバー」からの追加技。吹き飛んだ相手に目がけて、自らも飛び上がってサマーソルトキックの要領で追撃する。なお、技名がついたのは『'98』から。
『XIV』では「グランドセイバー」からの追撃がジャンプしてからのローキックのようなモーションに変更になり、技名も「追加攻撃」になっている。

ボルテックランチャー
自身の目の前に真空のエネルギー弾を生み出す。飛び道具ではない（強で出すと少し飛ぶ）が多段ヒットして、追撃も可能。
ディスチャージ
『MI2』から使用。「ボルテックランチャー」からの追加技。エネルギー弾をバウンドさせて飛ばす。

アイスラッシャー
『'97』から使用。髪の中に仕込んだブーメランを放つ飛び道具。緩やかな速度で飛び、戻ってくるまで自身は無防備となる。『'99』以降は削除されている。『'98UM』では投げた後、すぐ動けるようになった。
イヤリング爆弾 / イヤリング爆弾・1
『'98』から使用。こちらも飛び道具で、耳につけたイヤリング型爆弾を投げる。地面を転がって進み、敵に触れると爆発する。
『'99』から『2003』までは後述の「ハートアタック」が存在するため、こちらは「-・1」という技名に変更されている。
イヤリング爆弾・2：ハートアタック
『'99』から使用。相手にイヤリング型爆弾をくっつけ、時間差を付けて爆発させる技。コマンド再入力で任意のタイミングで爆破することも出来る。
メガトンボム
『SNK GALS' FIGHTERS』で使用。「イヤリング爆弾」と同様の動作で、巨大な手榴弾、顔の付いた爆弾、ハイデルンの人形のいずれかをランダムで投げる。ボタンを押しっぱなしにすることで溜めが可能。
スーパーダイナマイト
『SNK GALS' FIGHTERS』で使用。相手にダイナマイトを括り付けて爆破するコマンド投げ。
ストームブリンガー
『熱闘KOF'96』の覚醒レオナのみが使用。ハイデルン同様に、相手に手刀を突き刺して体力を奪うコマンド投げ。

### 超必殺技
Vスラッシャー
空中から敵に飛びかかり、手刀でVの字に切りつける技。MAX版だと合間に手首の返しが入る。なお、『熱闘KOF'96』の覚醒レオナのみルガール・バーンシュタインやマチュアの超必殺技に見られる髑髏のエフェクトが入る。
Vスラッシャー・エアリアル
「Vスラッシャー」のリーダー超必殺技バージョン。通常の「Vスラッシャー」が空中から仕掛けるのに対して、地上から飛んで相手を捕まえてから決める。
リボルスパーク
『'97』から使用。ダッシュで接近してから相手の腹部に手刀を突き刺し、引き抜いてポーズを決めた後に爆発させる技。『'98』『頂上決戦 最強ファイターズ SNK VS. CAPCOM』ではMAX版を使用すると覚醒レオナに変貌して攻撃していた（『2002』『NEOWAVE』でのMAX2も同様）。元々はハイデルンのボツ技で、その後ハイデルンにも「ハイデルンエンド」という似た技が実装された。
グラビティストーム
『'97』から使用。相手を蹴り上げ、下から手刀を突き刺して爆発させる技。『'99』以降は後述の「グレイトフルデッド」と入れ替わるように削除されていたが、『MI2』で復活した。
グレイトフルデッド
『'99』から使用。相手の方に飛んで捕まえると、全身からオーラを出しつつ相手に手を当てダメージを与える。レオナ版「ファイナルブリンガー」といった感じの技だが、ハイデルン版とは異なり体力回復は無し。
デッドエンドインフェルノ
『2002UM』で新たに使用するMAX2。「グランドセイバー」から「グライディングバスター」を繰り出し、吹き飛んだ相手を「ハイデルンインフェルノ」で画面端に叩きつける。
通常状態では、地面に落ちた後、そのまま覚醒状態に移行する（体力は消費しない）。覚醒状態ではさらに飛び蹴りで突進し、相手の上に乗って地面を滑り、画面端に叩きつけて爆発させるという演出が追加され、威力が上がっている。技が終了すると通常状態に戻る。
スラッシュセイバー
『XIII』で使用。相手の左右を往復しながら何度も「グランドセイバー」で斬りつける。
レオナブレード
『XIII』で使用するNEO MAX。赤いオーラを纏った手刀で敵を水平に切り裂き爆破する。『XIV』でもCLIMAX超必殺技として使用するが、この時オロチの力を発動させているのか髪が赤くなる演出が入っている。
ジェットストライカー
『SNK GALS' FIGHTERS』で使用。軍服に着替えて敬礼を行い、上空から航空機が現れて爆撃を行う。
（名称不明）
『熱闘KOF'96』の覚醒レオナのみが使用。前方に突進した後、「ムーンスラッシャー」を連続で繰り出し、「グライディングバスター」で締める乱舞技。

## 担当声優
- 弓雅枝（『KOF'96』〜『KOF2003』、『KOF XII』、『KOF XIII』、『KOFMI』シリーズ）
- 吉田聖子（『KOF XIV』以降の関連作品）

## 関連人物
- ガイデル - 実父・オロチ八傑集の一人
- ハイデルン - 養父・上官
- ラルフ・ジョーンズ - 同僚
- クラーク・スティル - 同僚
- ウィップ - 同僚
- ゲーニッツ - 自身に両親を惨殺させた張本人・オロチ四天王の一人
- オロチ - 因縁
- 八神庵 - 同じオロチの血を引く者
- マルコ・ロッシ - 『メタルスラッグ』の共同戦線
- ターマ・ロビング - 『メタルスラッグ』の共同戦線
- エリ・カサモト - 『メタルスラッグ』の共同戦線
- フィオ・ジェルミ - 『メタルスラッグ』の共同戦線、友人
- デビルリバース・モーデン -『メタルスラッグ』の宿敵
- アレン・オニール -『メタルスラッグ』の敵
- マーズピープル -『メタルスラッグ』の敵